# Johannes Clemens
Johannes Clemens (21 de Maio de 1911 - † 15 de Julho de 1944) foi um comandante de U-Boot que serviu na Kriegsmarine durante a Segunda Guerra Mundial.